# Anarchisme en Australie
L'anarchisme en Australie apparait comme un mouvement politique dans le sillage de la Commune de Paris (1871). Bien que minoritaire, il réunit des militants et des intellectuels, qui font du mouvement libertaire un courant significatif dans l'histoire et la littérature du continent. Les idées anarchistes ont profondément influencé le mouvement syndical australien.
Au milieu du XXe siècle, l'influence de l'anarchisme se limite principalement aux mouvements culturels antiautoritaires urbains. À la fin du siècle et au début du XXIe siècle, l'anarchisme est un des éléments moteurs de la lutte pour la justice sociale et les mouvements altermondialistes en Australie.

## Éléments historiques

### Les origines
Le Melbourne anarchiste club est officiellement fondé le 1er mai 1886 par David Andrade (en) et d'autres militants en rupture avec l'Association laïque australien. Son organe de presse est titré Honesty (Honnêteté).
L'anarchisme devient alors un courant mineur significatif de la gauche australienne.  
Un des défis majeurs que doivent affronter les premiers anarchistes australiens est le racisme anti-chinois virulent au sein d'une partie de la population : « Les Chinois, comme nous, sont les victimes de monopole et l'exploitation » affirment-ils.

## Influence dans l'art et la culture
- Sydney Push (en)

## Presse libertaire
- Rebel Worker (en)
- Jura Books (en)

## Personnalités notables
- Fred Hollows
- Lola Ridge
- Germaine Greer
- Dave Andrews (en)
- John Arthur Andrews (en)
- John Flaus (en)
- Chummy Fleming (en)
- William Lane (en)
- Michael Matteson (en)
- Peter McGregor (en)
- Montague Miller (en)
- Mutiny Collective (en)
- Geoff Mullen (en)
- Pi O (en)
- Joseph Toscano (en)